# Яак Уудмяе
Яак Уудмяе  (ісп. Jaak Uudmäe, 3 вересня 1954) — радянський легкоатлет, олімпійський чемпіон.

## Виступи на Олімпіадах
| Олімпіада   | Дисципліна        | Місце |
| ----------- | ----------------- | ----- |
| Москва 1980 | потрійний стрибок | 1     |